# Edwin Valencia
Edwin Armando Valencia Rodríguez (Florida, 1985. március 29. –) kolumbiai labdarúgó, a brazil Santos középpályása.